# NHKデータオンライン

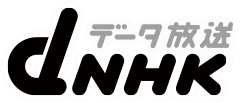
NHKのデータ放送「dNHK」のロゴ

NHKデータオンラインは、日本放送協会の日本国内向けテレビ放送（総合テレビ、Eテレ、BS）において、インターネット回線を接続して利用するデータ放送のサービスのことである。

## 概要
NHKにおけるデータ放送の提供は2000年12月に衛星放送（BS）の3つのチャンネル（当時BS1・BS2・BShi）でデジタル放送が開始されたのをきっかけにスタートし、双方向番組はモデム（当時は電話を使ったダイヤルアップ回線の接続が主）を使って開始された。その後、2003年にインターネットに接続することができるデジタルテレビが登場し、普及が始まったことをきっかけに2004年4月から本サービスが開始された。しかし、ダイアルアップ接続は一部の項目しか利用することができない。
データオンラインは、通常のデータ放送で提供しているニュース、気象情報や災害時の避難所の情報をさらにきめ細かく紹介するほか、テレビ番組との連動コンテンツによる各種番組関連情報、双方向番組（番組連動型のクイズ・ゲームやアンケートに参加可能）の機能を備えたものである。特にニュースは地上波では各都道府県別に配信しているローカルニュースを閲覧できるほか、気象情報では住所登録している場所の天気を半径5㎞範囲内で詳細に伝える「メッシュ予報」のサービスも提供している。
また、NHK BSプレミアムの指定番組を一定時間視聴し、ためたポイントで番組関連グッズへの交換や、公開番組招待などへの応募権利が与えられる「BSマイル」のサービスがある（テレビをネットに接続した状態であれば利用可能）。なおこのサービスはネット環境の飛躍的進化が進んでいることを踏まえ、サービス内容を再検討するため、サービスそのものを2017年4月28日正午（日本時間）を以て終了することになり、それに先駆けて、対象番組へのマイル付与のサービスを2016年12月22日正午で終了することも決まった
更にこれとは別にNHKネットクラブとも連動しており、ネットクラブホームページから「マイテレビ登録」の申請を行ったうえで、連動データ放送を活用した連続テレビ小説、大河ドラマのスタンプラリーや、各種番組のネットクラブ会員限定双方向サービスなどを受けられる特典がある。ただし会員の登録上限があり、「1人の会員につき5台まで」、「1台につき会員5人まで」となっている。
「NHKデータオンライン」という名称自体はNHKのデータ放送の項目の一つにかつて存在した。その項目では一枚のNHKの番組の画像、およびいくつかのミニゲームで構成されたページであった。ミニゲームにはおじゃる丸に関連した項目が存在した。2021年ごろにデータオンラインの項目は廃止され、双方向番組との連動などの機能のみに重点が置かれるようになった。

## 双方向番組一例
- あさイチ
- スタジオパークからこんにちは
- 解説スタジアム
- 国民総参加クイズSHOW! QB47
- つっこむクイズ ワンダース
- しあわせニュース
- おやすみ日本 眠いいね!
- NHK紅白歌合戦
- 天才てれびくん
- 青山ワンセグ開発

## 番組連動型のデータオンラインオリジナルコンテンツ一例
- 連続テレビ小説（出演者・スタッフインタビュー他）
- 大河ドラマ（同上）
- 学校放送（国語・算数ドリル）
- おじゃる丸などアニメーション関連のゲームコンテンツ

## データオンラインのコンテンツを見るには
- インターネットの接続が可能なテレビやチューナーとルーターの双方にLANケーブルを接続する。メーカーや機種によっては、接続後に初期接続設定を行う必要がある。
- ブロードバンド回線を推奨。ダイヤルアップではデータオンラインは利用できるが、双方向番組のサービスを利用することはできない。
- また、アクトビラ、J:COMオンデマンド、ひかりTV、もっとTVに対応したチューナー（ケーブルテレビ用のセットトップボックスの対応機種も含む）では、NHKオンデマンドとの接続機能があり、一部ではそれらの対応機種限定コンテンツ「プレミアム映像」を見ることもできる。